# Xã Glendorado, Quận Benton, Minnesota
Xã Glendorado (tiếng Anh: Glendorado Township) là một xã thuộc quận Benton, tiểu bang Minnesota, Hoa Kỳ. Năm 2010, dân số của xã này là 762 người.